# Joey Ansah
Joey Ansah (nacido el 24 de noviembre de 1982) es un actor, artista marcial y director británico, más conocido por sus papeles en The Bourne Ultimatum (2007), Street Fighter: El puño del asesino (2014) y La vieja guardia (2020). 

## Primeros años y educación
Joey Ansah nació en el barrio de Hackney, Londres (Inglaterra), de etnia multirracial, segundo hijo del diseñador de moda ghanés Kofi Ansah y su esposa Nicola, inglesa nacida en Devon. Entre los 10 y los 15 años, vivió en Ghana y estudió Tae Kwon Do durante cuatro años. A su regreso a Inglaterra, Ansah comenzó a presentarse a audiciones para papeles de especialista en películas, inspirándose en la actuación de Ray Park como Darth Maul en 1999. 

## Carrera
El primer papel importante de Ansah como actor fue en la película británica indie Love Struck (2005). A este papel le siguieron apariciones destacadas en la televisión británica en episodios de las producciones de la BBC Spooks (2005) y Timewatch (2006).
Ansah interpretó un papel secundario como uno de los Guerreros de las Sombras en Batman Begins (2005). Sin embargo, su papel más destacado hasta la fecha llegó en 2007, cuando apareció en The Bourne Ultimatum como Desh Bouksani, un asesino que persigue a Jason Bourne. La actuación de Ansah destacó por una larga escena de lucha entre él y Matt Damon, considerada por un crítico como una de las mejores jamás rodadas, en la que Ansah realizó todas sus acrobacias. En 2008 fue nominado a un MTV Film Award en la categoría de «Mejor pelea».
Ansah también ha actuado en películas británicas independientes de artes marciales, como Left for Dead (2004) y Underground (2007).
En 2010 coreografió, coescribió y dirigió el cortometraje Street Fighter: Legacy. Autoproclamado fan de la serie de videojuegos, Ansah quería que el corto fuera la representación más fiel de la serie, diferente de las dos películas estrenadas en cines. Él y su colaborador Christian Howard, con quien trabajó en SFL, trabajaron en la serie de acción real Street Fighter Street Fighter: Assassin's Fist, y están desarrollando una segunda temporada titulada Street Fighter: World Warrior y Street Fighter: Resurrection.

## Filmografía

### Cine
| Año  | Título                           | Rol                                            | Notas                  |
| ---- | -------------------------------- | ---------------------------------------------- | ---------------------- |
| 2004 | Creep                            | Marcus                                         | [ 5 ]                  |
| 2005 | Left for Dead                    | Kickboxer 1                                    |                        |
| 2005 | Love Struck                      | Mango                                          |                        |
| 2005 | Batman Begins                    | League of Shadows member                       |                        |
| 2007 | Voyage: Killing Brigitte Nielsen | Joey                                           | TV film                |
| 2007 | The Bourne Ultimatum             | Desh Bouksani                                  |                        |
| 2007 | Underground                      | Joey, The Model                                |                        |
| 2009 | Ghost Town                       | Bonesera                                       | TV film                |
| 2009 | Hit Girls                        | James                                          |                        |
| 2010 | Street Fighter: Legacy           | Akuma                                          | Coescritor y director. |
| 2010 | Knock Out                        | Fighter                                        |                        |
| 2011 | Attack the Block                 | Policeman 1                                    |                        |
| 2012 | Snow White and the Huntsman      | Aldan                                          |                        |
| 2012 | I, Anna                          | Bull                                           | [ 5 ]                  |
| 2013 | UFO                              | Police officer / Black-ops soldier             |                        |
| 2013 | Green Street 3: Never Back Down  | Victor                                         |                        |
| 2017 | How to Talk to Girls at Parties  | PT Bob                                         |                        |
| 2018 | Mission: Impossible – Fallout    | Henchman                                       |                        |
| 2019 | The Kid Who Would Be King        | Police officer                                 |                        |
| 2019 | Aladdin                          | Jafar Guardia (sin creditos) / stunt performer |                        |
| 2020 | La vieja guardia                 | Keane                                          |                        |

### Televisión
| Año  | Título                          | Rol                         |
| ---- | ------------------------------- | --------------------------- |
| 2004 | Starhyke                        | Fight coordinator and cameo |
| 2005 | Spooks (MI-5)                   | Abbud                       |
| 2006 | Gideon's Daughter               | Diesel                      |
| 2006 | Timewatch                       | Emperor Geta                |
| 2013 | The Numbers Station             | Derne                       |
| 2014 | Street Fighter: Assassin's Fist | Akuma                       |
| 2016 | Street Fighter: Resurrection    |                             |
| 2020 | The Stranger                    | Stuart Hope                 |
| 2023 | ¿Quién es Erin Carter?          | Alec Fenwick                |